# Geografía de Toscana

Altimetría de la Toscana.

La geografía de la .Toscana ilustra las características de la región Toscana, en Italia, que se extiende entre el mar de Liguria y el mar Tirreno, enfrente de los cuales queda con costas en grandes tramos bajas y arenosas, y las cadenas montañosas de los Apeninos tosco-emilianos y los tosco-romañolos. A lo largo de la costa, se extiende el archipiélago Toscano: en torno a Elba, la isla principal que marc a los límites entre el mar de Liguria y el mar Tirreno, se encuentran Capraia y Gorgona en el mar de Liguria, Pianosa, Montecristo, Giglio y Giannutri en el Tirreno. La región administra también un pequeño enclave situado en el territorio de la Emilia-Romaña, compuesta por las fracciones del municipio de Badia Tedalda.

## Orografía
El territorio toscano está formado en su mayor parte por colinas (66,5%), comprende algunas zonas de llanura (cerca del 8,4% del territorio) e importantes macizos montañosos (25,1% de la región). Su territorio ocupa una superficie de 23.415 km², un área similar a la de la Comunidad Valenciana en España, el estado de México en México, Falcón en Venezuela o la Provincia de Tucumán en Argentina.
El territorio toscano está poblado de colinas y montes; los Apeninos están surcado por las cuencas de la Lunigiana, la Garfagnana, el Mugello y el Casentino. Las llanuras son escasas, costeras como la Verisilla y la y la Marettima , o aluviales como la llanura del Arno.
En la costa se alternan largas playas (Versilia, zona de Cecina y promontorios (Piombino, Argentario); las islas del Archipiélago toscano pueden considerarse una prolangación de los relieves costeros.   
- Montes principales: Monte Prado (2.054 m s. n. m.), Monte Giovo (1.991 m s. n. m.), Monte Rondinaio (1.964 m s. n. m.), Monte Pisanino (1.946 m s. n. m.), Alpe de las Tres Potencias (1.940 m s. n. m.).

- Pasos montañosos principales: Paso de Abetone (1.388 m s. n. m.), Paso de Pradarena (1.579 m s. n. m.), Paso de Radici (1.529 m s. n. m.), Paso del Cerreto 1.261 (m s. n. m.), Paso de La Calla (1.298 m s. n. m.), Passo de Mandrioli (1.173 m s. n. m.).
- Volcanes: Monte Amiata 1738 m s. n. m., Monte Castello 445 m s. n. m. (Isla de Capraia)

- Desiertos: Desierto de Accona circa 150 km².
- Ríos principales: Arno 241 km, Ombrone 161 km, Serchio 111 km, Cecina 73 km.
- Lagos principales: Lago de Bilancino (artificial) 5,0 km², Lago de Chiusi 3,9 km², Lago de San Casciano circa 2,0 km², Lago de Montepulciano 1,9 km².

- Lagunas y lagos costieros principales: Laguna de Orbetello 26,2 km², Marismas de Diaccia Botrona 12,78 km², Lago de Massaciuccoli 6,9 km², Lago de Burano 1,4 km².
- Marismas internas: Marismas de Fucecchio ca. 18 km².
- Pequeñas zonas húmedas: Laghetto Traversari di Camaldoli, Metaleto, Asqua, La Lama, Pozza del Cervo, Fuente del Porcareccio, Prato al Fiume.

- Costas: 633 km en total (397 km continentales e 230 km insulares).

- Mares: Mar Ligur, Canal de Piombino, Canal de Córcega, Mar Tirreno.
- Islas principales: Isla de Elba 223,5 km², Isla del Giglio 21,2 km², Isla de Capraia 19,3 km², Isla de Montecristo 10,4 km², Isla de Pianosa 10,3 km².

### Colinas y montañas

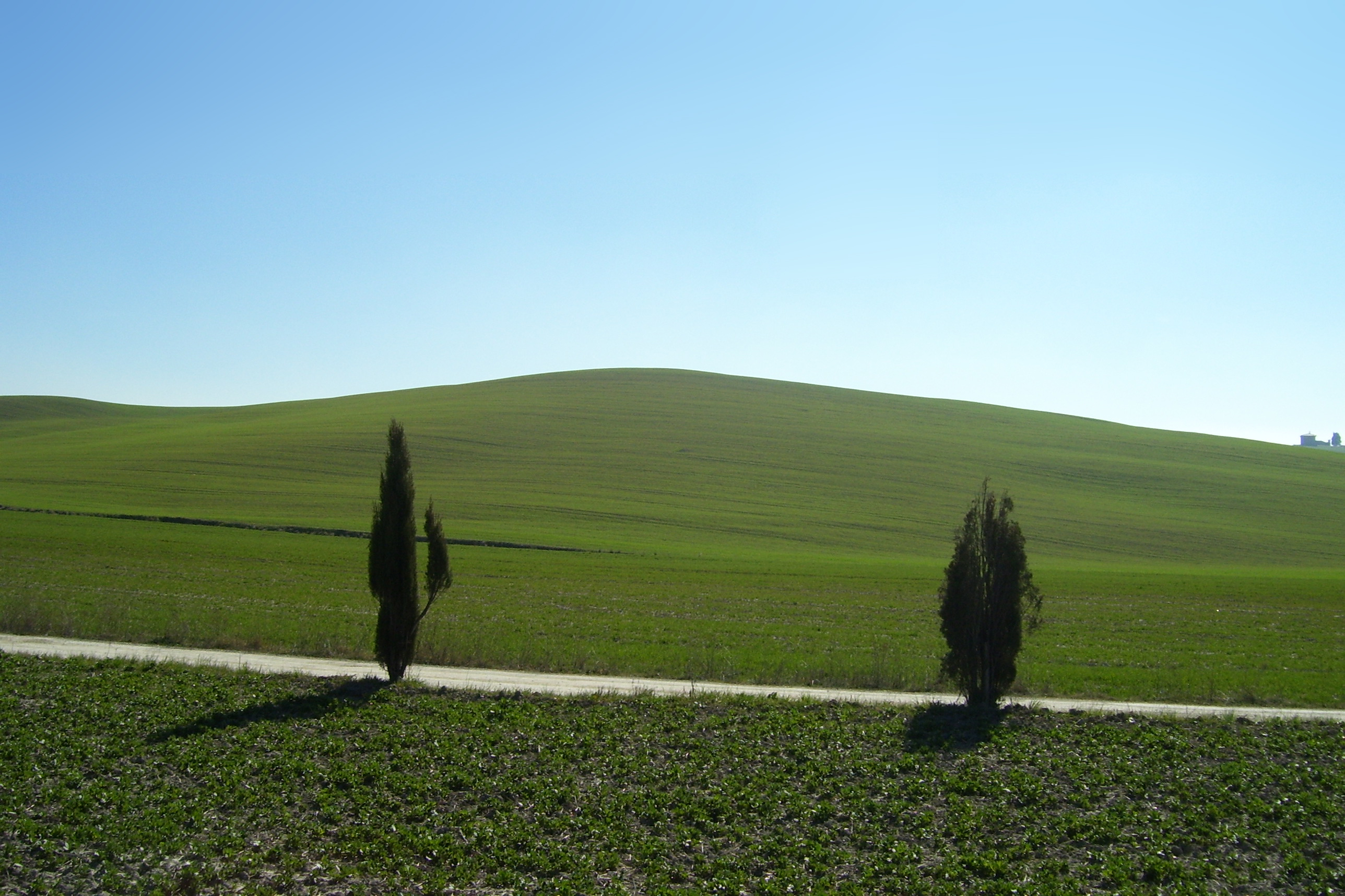
Paisaje de colinas en el Valle de Orcia.

La mayor parte de Toscana cuenta con un paisaje predominantemente basado en las colinas. A pesar de ello, cuenta con importantes sistemas montañosos. Al norte y al este de la región están los Apeninos y al noroeste los Alpes Apuanos, entre Pisa y Lucca se halla el Monte Pisano, la Montaña Pistoiesa al norte de Pistoia, los Montes de la Calvana al norte de Prato, los Montes del Chianti entre las provincias de Siena y Arezzo, el Pratomagno al este, las Colinas Metalíferas al suroeste entre las provincias de Livorno, Pisa, Siena y Grosseto y las masas del Monte Amiata y el Monte Cetona al sudeste.
Entre los sistemas de colinas de la parte central de la región se encuentran, de oeste a este, las Colinas livornesas, las Colinas pisanas, las Balsas de Volterra, el Montalbano, la colinas del Chianti y los rilieves de colinas de la Valtiberina. El área meridional de la región se caracteriza al oeste por las Collinas Metalíferas, las colinas de la Val de Merse, la zona de Crete Senesi, los relieves del Valle del Ombrone, las Colinas del Albegna y del Fiora, el Área del Tufo y los relieves del Valle de Orcia y del Valle de Chiana.

### Llanuras y valles
En Toscana se encuentran áreas llanas, tanto en la franja costera como en el interior. El litoral comprende las llanuras de la Versilia, el último tramo del Valdarno Inferior (que se abre en la Llanura de Pisa) y la Maremma (la llanura más extensa), mientras que en el interior la llanura principal es el Valdarno, que se extiende de este a oeste a lo largo del curso del río Arno atravesando las ciudades de Arezzo, Florencia y Pisa. Otras llanuras del interior son la cuenca entre montañas en la que se sitúan Florencia, Prato y Pistoia (en continuidad con el Valdarno), la Llanura de Lucca, la Valdinievole, la Valdera, la Valdelsa, el Valle de Chiana, el Valle de Cecina, el Valle de Cornia, el Valle de Orcia, el Valle del Ombrone, el Valle de Bisenzio y la Valdambra.

### Costas e islas

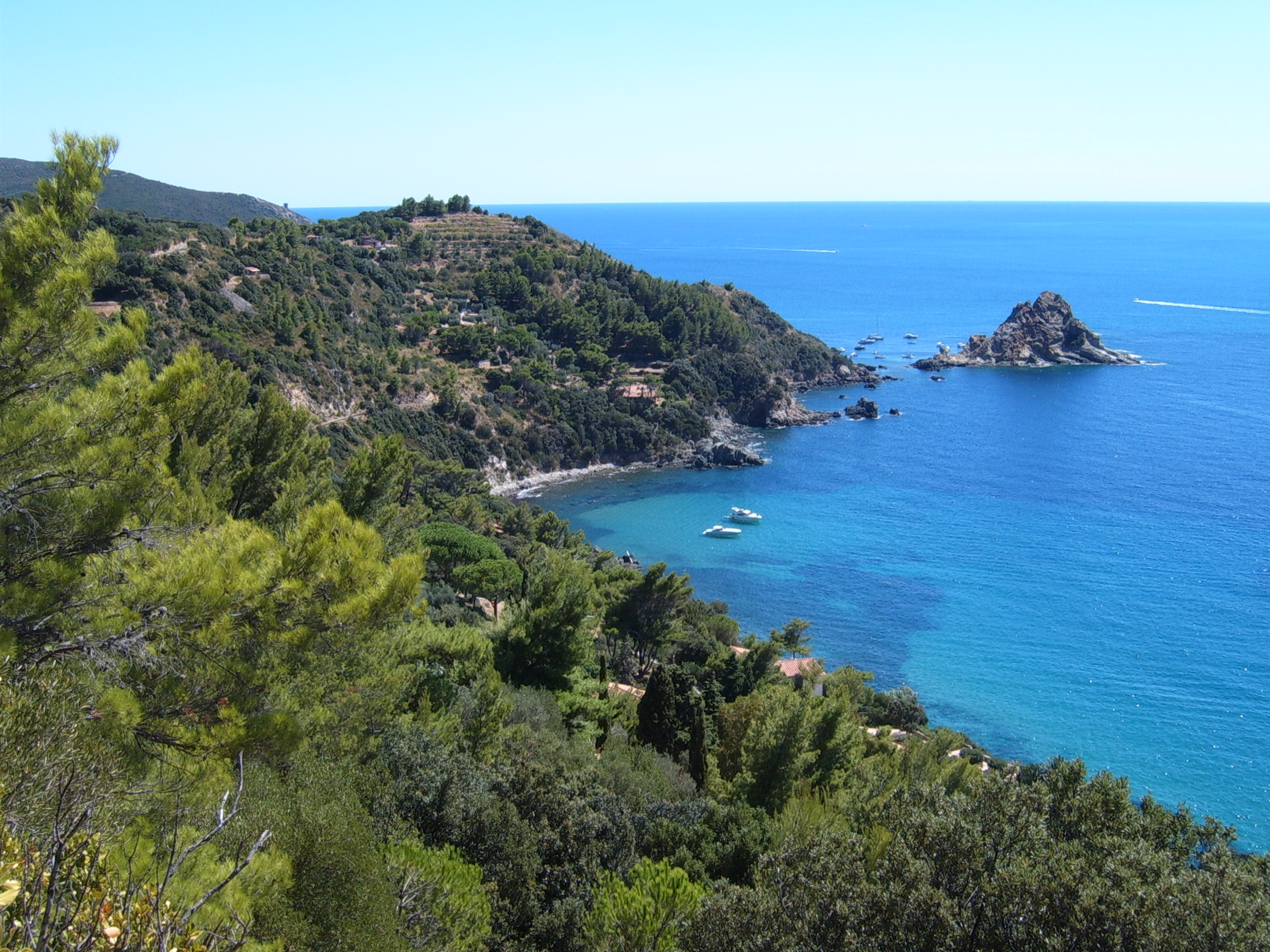
Monte Argentario, provincia de Grosseto.

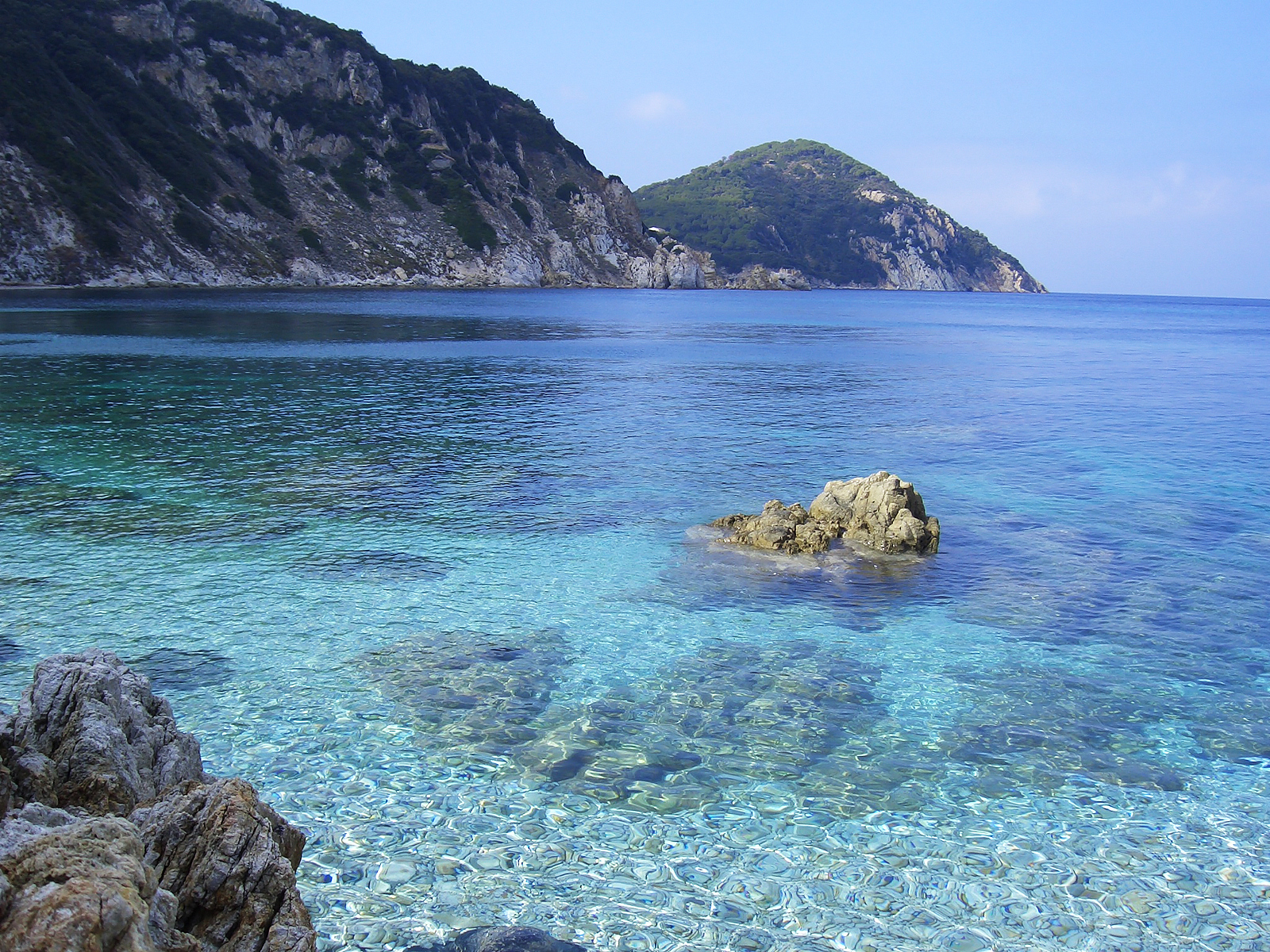
Cabo de Enfola, isla de Elba.

El mar Ligur baña la parte central y septentrional de las costas toscanas, de la misma forma que el mar Tirreno en la meridional. La costa toscana se caracteriza por un litoral continental muy diverso en sus características. En general, las costas continentales se presentan bajas y arenosas, aunque existen algunos promontorios que se elevan entre Livorno y Vada, al norte de Piombino, entre Scarlino, Punta Ala y Castiglione della Pescaia, entre Marina de Alberese y Talamone, en Argentario y en Ansedonia.
El archipiélago toscano está constituido por siete islas principales y algunos islotes menores compuestos de rocas, incluidos en gran parte dentro del parque nacional del Archipiélago Toscano. La isla principal es la de Elba, bañada al norte por el mar Ligur, al este por el canal de Piombino, al sur por el mar Tirreno y al oeste por el canal de Córcega. La isla presenta un alternancia de costas bajas y arenosas con otras más altas y dentadas, entre las que se abren pequeñas calas. Al norte de la isla de Elba se encuentran la Isla de Capraia, en el canal de Córcega y la Isla de Gorgona en el mar Ligur, ambas con costas dentadas. Al sur de la isla de Elba se encuentran la Isla de Pianosa, completamente llana y con ligeras ondulaciones, con costas tanto dentadas como arenosas, la Isla de Montecristo con costas altas y dentadas excepto por la zona de las orillas, la Isla del Giglio con costas fundamentalmente altas y rocosas, excepto por algunas calas y por la Playa del Campese, la Isla de Giannutri cuyas costas rocosas protegen un territorio caracterizado por ligeras ondulaziones y desniveles. Entre las islas y salientes menores cabe señalar las islas de Cerboli, de Palmaiola, las Hormigas de Grosseto, la Hormiga de Burano, el Escollo de África o la Hormiga de Montecristo, las Secas de la Meloria y las Secas de Vada.

### Espacios naturales protegidos
Las reservas naturales cubren un total de 227.000 hectáreas, casi el 10% del territorio toscano. En la región se encuentran tres parques nacionales italianos, uno de ellos el parque nacional del Archipiélago Toscano, se encuentra totalmente dentro del territorio toscano, mientras que los otros dos se sitúan entre Toscana y la región de Emilia-Romaña, el Parque nacional delle Foreste Casentinesi, Monte Falterona y Campigna y el Parque nacional de los Apeninos tosco-emilianos. 
Existen además tres parques regionales, dos parques provinciales, 36 reservas naturales estatales, 37 reservas naturales provinciales y 52 Áres Protegidas de Interés Local. En el ámbito de la Red Natura 2000 se han propuesto 123 Lugares de Importancia Comunitaria y 36 Zonas de Especial Conservación.